# Das Wintermärchen (Wieland)
Das Wintermärchen ist eine Verserzählung von Christoph Martin Wieland. Sie entstand wahrscheinlich Ende 1775 und wurde in der Januar- und der Februarausgabe 1776 der von Wieland herausgegebenen Zeitschrift Der Teutsche Merkur veröffentlicht. Die Ausgabe letzter Hand erschien 1796 im 18. Band der Sämmtlichen Werke. Die Geschichte beruht auf Der Fischer und der Dschinni und Die Geschichte des verzauberten Königs in Tausendundeine Nacht, die Wieland in Antoine Gallands Übersetzung kannte.

## Handlung
In einem kurzen Prolog bittet Dinarzade ihre Schwester Scheherezade, ihr und dem Sultan noch eine Geschichte zu erzählen.

### 1. Teil:Der Fischer und der Geist
Ein Fischer hat die ganze Nacht über nichts gefangen und beklagt seine Armut. Er wirft sein Netz nochmal aus, zieht aber nur einen Eselsschädel an Land. Als die Sonne aufgeht, schöpft er neue Hoffnung, versucht es noch einmal und zieht ein eisernes Gefäß aus dem Wasser. Er öffnet es und ein Geist entsteigt ihm. Aus Dankbarkeit führt der Geist den Fischer zu einem See, in dem er nun jeden Tag fischen darf, um seine Familie zu ernähren. Er fängt gleich vier große Fische und geht damit zum Sultan, der sie ihm zu einem hohen Preis abkauft. Als des Sultans Koch aber die Fische brät, erscheint eine schöne Zauberin in der Küche, um die Fische an ihre Pflicht zu erinnern. Die Fische erwachen kurz zum Leben und fangen an zu singen. Danach wirft die Zauberin sie in die Glut, wo sie sich sofort in Kohlen verwandeln. Der Großwesir befiehlt dem Fischer, am nächsten Tag wieder mit solchen Fischen zu erscheinen. Er fischt auch tatsächlich wieder vier Fische und bringt sie zum Palast. Diesmal bleibt der Großwesir in der Küche und wird Zeuge, wie sich das Schauspiel des vorigen Tages genau wiederholt. Also berichtet man es dem Sultan und bestellt beim Fischer neue Fische. Am dritten Tag bereitet der Großwesir die Fische in Anwesenheit des Sultans selbst zu, wieder geschieht das Gleiche, außer dass statt der schönen Zauberin nun ein „Mohr“ erscheint. Um das Rätsel dieses Wunders zu lösen, lässt der Sultan sich vom Fischer zum See führen, und der ganze Hofstaat soll ihn begleiten. Der Sultan umrundet den See und entdeckt ein Schloss.

### 2. Teil:Der König der schwarzen Inseln
Das Schloss ist von wunderschönen Gärten umgeben, aber verlassen, was dem Sultan unheimlich ist. Er hört ein Ächzen, geht dem Geräusch nach und findet in einem Teich einen Dom aufragen, und in dem Dom einen König, der zu einer Marmorstatue erstarrt ist. Sein Körper ist von Wunden und Narben bedeckt, und er stöhnt vor Schmerzen. Er erzählt dem Sultan, wie er in diese Situation geriet:
Fünf Jahre lang regierte er an der Seite seiner wunderschönen Frau das Königreich der schwarzen Inseln. Eines Tages sitzt er halb schlafend in seinem Garten und hört das Gespräch zweier Dienerinnen mit, die ihn für schlafend halten. Er erfährt, dass seine Frau ihn betrügt, indem sie ihm jeden Abend einen Schlaftrunk reicht (den er für Wasser hält), um sich nachts zu ihrem Geliebten zu schleichen. In der folgenden Nacht trinkt er den Schlaftrunk nur scheinbar und schleicht ihr nach. Er trifft sie im Garten in den Armen eines „Mohren“. Er hört die Liebesschwüre seiner Frau, und in rasender Wut zieht er den Säbel und erschlägt den Nebenbuhler. Die Frau, die sich nun erst als Zauberin entpuppt, ist außer sich und schwört grausame Rache. Unsichtbare Diener nehmen den König gefangen. Am nächsten Tag verkündet die Zauberin ihr Urteil: Wo sie in Trauer um ihrem Geliebten vergeht, soll auch niemand anders froh sein. Deshalb wird sie die ganze Stadt in einen See verwandeln und die Bewohner in Fische. Der König aber soll nicht mit dem Tod, sondern mit ewiger Folter bestraft werden: Jeden Morgen kommt sie, um ihn zu geißeln, bis ihre Arme schwach werden. Zur Statue verwandelt, kann er sich nicht wehren.
Der Sultan ist schockiert von dieser Geschichte und schwört, der Zauberin „das Lebenslicht“ auszublasen. Er erfährt vom König, dass sie mit ihrem Geliebten, den sie durch einen Zauber in einem Zustand zwischen Leben und Tod erhält, in einem „Palast der Zähren [=Tränen]“ lebt. Er macht sich auf zu diesem Palast, tötet beide und kehrt mit ihren Köpfen zum König zurück, dessen Dank er erwartet. Stattdessen ist der König nun noch verzweifelter, da die Zauberin die einzige war, die den Zauber wieder hätte lösen können. Das einzige andere Objekt, das den Bann lösen könnte, ist ein Eselskopf, der sich jahrhundertelang im Besitz der Familie des Königs befunden hatte und von dem geweissagt wurde, dass an ihm das Schicksal des Hauses hänge. Jeglicher Zauber verliert in dessen Gegenwart seine Wirkung, weshalb die Zauberin ihn schon vor ihrem Racheakt ins Meer versenken ließ. Der Sultan befiehlt daraufhin den Fischern im ganzen Land, nach dem Eselskopf zu suchen. Und es ist – der Kreis schließt sich – der Schädel, den der arme Fischer am Anfang der Geschichte aus dem Meer zog. Kaum berührt der König ihn, taucht seine Stadt wieder aus dem See auf, und die Fische verwandeln sich wieder zu Menschen.

## Bearbeitung
Die Handlung entspricht weitgehend Der Fischer und der Dschinni und Die Geschichte des verzauberten Königs, die auch in der orientalischen Sammlung eine lockere Abfolge bilden. Dort bringt der Sultan die Zauberin mit verstellter Stimme dazu, den König und die Stadt zu erlösen. Dagegen konstruiert Wieland elegant den Zusammenhang zu dem toten Esel am Anfang. Der Esel ist in Der Esel, der Stier, der Kaufmann und seine Frau ein kluges Tier. Ob Wieland dem Esel zugeschriebene zauber- und heilkundliche Kräfte bekannt waren, ist unklar.
Auf Wielands Erzählung basiert die Oper in zwei Akten Die Königin der schwarzen Inseln (UA 1801 in Wien, Musik: Anton Eberl, Libretto: Johann Schwaldopler).

## Quelle
- Wielands Werke in vier Bänden. Dritter Band. Ausgewählt und eingeleitet von Hans Böhm. Aufbau-Verlag Berlin und Weimar 1967, S. 51–94.